# Parafia Najdroższej Krwi Pana Naszego Jezusa Chrystusa w Kętach
Parafia Najdroższej Krwi Pana Naszego Jezusa Chrystusa w Kętach – parafia rzymskokatolicka w dekanacie kęckim. Erygowana w 1977.